# Erencyrtus
Erencyrtus is een geslacht van vliesvleugeligen uit de familie Encyrtidae. De wetenschappelijke naam van dit geslacht is voor het eerst geldig gepubliceerd in 1923 door Mahdihassan.

## Soorten
Het geslacht Erencyrtus omvat de volgende soorten:
- Erencyrtus ater Annecke & Mynhardt, 1970
- Erencyrtus contrarius Prinsloo & Mynhardt, 1982
- Erencyrtus dewitzii Mahdihassan, 1923
- Erencyrtus fuscus Annecke & Mynhardt, 1970
- Erencyrtus keatsi (Girault, 1939)
- Erencyrtus notialis Prinsloo & Mynhardt, 1982